# Max Ophüls
Maxilliam Oppenheimer (Saarbrücken, Alemanya, 6 de maig de 1902 - Hamburg, Alemanya, 25 de març de 1957), més conegut com a Max Ophüls, va ser un director cinematogràfic alemany, d'origen jueu, nacionalitzat francès, que va fer una trentena de films a Alemanya, França, Itàlia i als Estats Units.

## Biografia
Va començar la seva carrera com a actor teatral el 1919, feina en la que va treballar fins al 1924. Dos anys després, va treballar com a director creatiu en el Burgtheater de Viena, deixant més de 200 obres produïdes. El 1929, va començar la seva carrera cinematogràfica com a director de diàleg sota les ordres de Universum Film AG (aka UFA) a Berlín. No seria fins a 1931 quan dirigiria el seu primer treball, un curt còmic anomenat Dann schon lieber Lebertran. El seu treball més aclamat en aquesta època seria Liebelei (1933), on s'inclourien els elements més característics de la seva obra: decorats elegants, descripció de la psicologia femenina i el duel entre l'home jove i el més madur.
Preveient l'ascensió al poder dels nazis, Ophüls, un jueu, es va exiliar a França el 1933 després de l'incendi del Reichstag i es va nacionalitzar francès el 1938. Després de la caiguda de França a mans d'Alemanya, es va traslladar a Suïssa i Itàlia i finalment als Estats Units el 1941, encara sense tenir treball a Hollywood. Afortunadament, seria rescatat per un fan dels seus treballs, el director Preston Sturges, que l'elegí per dirigir una llarga sèrie de films distingits.
El seu primer treball en Hollywood seria amb Douglas Fairbanks Jr com a protagonista, The Exile (1947). Després arribarien Carta d'una desconeguda (1948) o The Reckless Moment (1949).
Ophüls no tornaria a Europa fins a 1950. En aquella època, dirigiria La Ronda (1950), amb el qual guanyaria el premi BAFTA a la millor direcció, Lola Montès (1955) protagonitzat per Martine Carol i Peter Ustinov, i també Le Plaisir i Madame de ... (1953), protagonitzada per Danielle Darrieux i Charles Boyer. En totes elles, realitza una sèrie de lúcides reflexions sobre el misteri de l'amor i les relacions humanes, des d'una perspectiva molt centreeuropea que utilitza a vegades la ironia per il·lustrar la tragèdia, i que recorre a un estil visual barroc i preciosista, sense resultar per això mai gratuït, sinó summament efectiu i proper.
Ophüls moriria poc després a causa d'un problema cardíac, sent enterrat al Cementiri del Père-Lachaise de París.

## Curiositats
Va prendre el pseudònim de «Ophüls» en el moment de començar la seva carrera en el teatre de manera que en el cas que no triomfés, no avergonyís al seu pare, fabricant de peces de vestir. Més tard, durant els períodes americà i francès de la seva carrera, l'ortografia del seu cognom de tant en tant es veieren afectats, més comunament mitjançant la supressió de la dièresi, com en les pel·lícules nord-americanes Carta d'una desconeguda (1948) i Atrapada (1949), que hi apareix com «Max Opuls».

## Filmografia
| Any  | Títol                                             | País          | Notes                          |
| ---- | ------------------------------------------------- | ------------- | ------------------------------ |
| 1931 | Dann schon lieber Lebertran                       | Alemanya      |                                |
| 1931 | Die verliebte Firma                               | Alemanya      | Curtmetratge                   |
| 1932 | Die verkaufte Braut                               | Alemanya      |                                |
| 1933 | Liebelei                                          | Alemanya      |                                |
| 1933 | Une histoire d'amour                              | França        |                                |
| 1933 | Lachende Erben                                    | Alemanya      |                                |
| 1933 | On a volé un homme                                | França        |                                |
| 1934 | La Signora Di Tutti                               | Itàlia        |                                |
| 1935 | Divine                                            | França        |                                |
| 1936 | Komedie om geld                                   | Països Baixos |                                |
| 1936 | Ave Maria                                         | França        | Documental / Curtmetratge      |
| 1936 | La tendre ennemie                                 | França        |                                |
| 1936 | Valse brillante de Chopin                         | França        | Documental / Curtmetratge      |
| 1937 | Yoshiwara                                         | França        |                                |
| 1938 | Werther                                           | França        |                                |
| 1939 | Sans lendemain                                    | França        |                                |
| 1940 | L'école des femmes                                | França        |                                |
| 1940 | De Mayerling a Sarajevo (De Mayerling à Sarajevo) | França        |                                |
| 1946 | Vendetta                                          | Estats Units  | Acomiadat abans de la filmació |
| 1947 | The Exile                                         | Estats Units  |                                |
| 1948 | Carta d'una desconeguda                           | Estats Units  |                                |
| 1949 | Atrapada                                          | Estats Units  |                                |
| 1949 | The Reckless Moment                               | Estats Units  |                                |
| 1950 | La ronda (La Ronde)                               | França        |                                |
| 1952 | Le Plaisir                                        | França        | Nominada per un Oscar          |
| 1953 | Madame de...                                      | França        |                                |
| 1955 | Lola Montès                                       | França        | Eastmancolor film              |
| 1958 | Les Amants de Montparnasse                        | França        | Mor durant la filmació         |